# Jorge Alberto Ossa Soto
Jorge Alberto Ossa Soto (El Carmen de Viboral, 29 de julho de 1956), é um colombiano eclesiástica da Igreja Católica. Foi bispo de Florencia e da Diocese de Santa Rosa de Osos. A 15 de outubro de 2019, o Papa Francisco é nomeado arcebispo metropolitano da Arquidiocese de Nova Pamplona 

## Biografia

### Formação e vida sacerdotal
Ele foi ordenado sacerdote da Diocese de Istmina-Tadó em 23 de maio de 1982. Posteriormente, obteve o grau de Mestre em Teologia Dogmática na Universidade Católica de Innsbruck, Áustria .
Desde os primeiros anos do seu ministério sacerdotal em Istmina , ocupou alguns cargos de especial responsabilidade, entre os quais o Reitor do Seminário Maior São Pio X, Vigário Geral e Tesoureiro diocesano, Pároco da Catedral, Responsável pela Educação Contratada e da os projetos sociais da Diocese. Além disso, foi chefe da Paróquia do Sagrado Coração de Jesus em Andagoya , Pároco de San Francisco Solano em Bahía Solano por cinco anos e em 2002 voltou a assumir a reitoria do Seminário Maior San Pío X e Vigário Geral da Diocese de Istmina-Tadó.

### Episcopado
O 21 de janeiro de 2003 foi nomeado bispo de Florencia (Caquetá) ; pelo Papa João Paulo II, em 1 de março do mesmo ano foi consagrado bispo na Igreja Paroquial Nossa Senhora do Carmen, em sua cidade natal, e foi inaugurado oficialmente em 29 de março do mesmo ano. Durante su labor a cargo de la Diócesis de Florencia continuó con la tarea de modernizar tecnológicamente la Emisora Diocesana, fundó los restaurantes parroquiales para niños pobres y ancianos, creó el Voluntariado de Amor y ha dinamizado la presencia de la Iglesia en el campo de a educação.
Durante o seu bispado em Florença, o Seminário Menor de San José tornou-se um seminário maior e foi criada a Escola Teológica San Juan Crisóstomo para a formação de leigos, a Fundação Luis Guanella para continuar a cuidar de crianças com deficiência e a Casa Hogar para os habitantes da rua 
Em 15 de julho de 2011 o Papa Bento XVI ordenou sua transferência para a Diocese de Santa Rosa de Osos no departamento de Antioquia, deixando o cargo de Bispo de Florença a partir de 22 de agosto  do mesmo ano em junho e tomando posse de sua nova Apostólica Veja o próximo dia 27 de agosto.
Em 15 de outubro de 2019, o Papa Francisco o nomeou Arcebispo Metropolitano de Nueva Pamplona, cadeira da qual tomou posse em 28 de novembro do mesmo ano. Em 12 de dezembro de 2020, o Papa o nomeou Administrador Apostólico da Diocese de Tibú